# Аккир
Акки́р (каз. Аққыр) — село у складі Жалагаського району Кизилординської області Казахстану. Адміністративний центр та єдиний населений пункт Аккирського сільського округу.
У радянські часи село називалось Кокшоки.
Населення — 1062 особи (2021; 1113 у 2009, 1386 у 1999, 1245 у 1989).